# Ryo Hiraide
Ryo Hiraide (平出 涼 Hiraide Ryo?), född 18 juli 1991 i Yamanashi prefektur, är en japansk fotbollsspelare.
Hiraide började sin karriär 2010 i FC Tokyo. 2011 flyttade han till Kataller Toyama. Han spelade 201 ligamatcher för klubben. 2018 flyttade han till Kagoshima United FC.